# Сазерленд, Кеннет, 3-й лорд Дуффус
Кеннет Сазерленд, 3-й лорд Дуффус (англ. Kenneth Sutherland, 3rd Lord Duffus; ум. 1732/34) — шотландский лорд и шаутбенахт (контр-адмирал) Русского императорского флота.

## Происхождение
Кеннет Сазерленд, 3-й лорд Дуффус (англ. Lord Duffus‎), был сыном Джеймса Сазерленда, 2-го лорда Дуффуса (James Sutherland, 2nd Lord Duffus) и леди Маргарет Маккензи (Lady Margaret Mackenzie), дочери Кеннета, 3-го графа Сифорта. Лорды Дуффус происходили из шотландского клана Сазерленд, будучи потомками Кеннета, 4-го графа Сазерленда.

## Биография
После смерти отца 24 сентября 1705 года Кеннет унаследовал титул лорда Дуффуса. В августе 1706 года скончалась его мать.
3-й лорд Дуффус служил в британском королевском военно-морском флоте. В 1711 году сражался на судне «Advice» с 8 дюнкеркскими корсарами. В ходе сражения Дуффус получил пять ран, две трети его экипажа были убиты, а сам он 29 июня был захвачен в плен. Бой Дуффуса с корсарами британская пресса того времени называла героическим.
В 1715 году поддержал претендента на английский престол Якова III, сына Якова II. Принял участие в Якобитском восстании 1715 года (названном по имени претендента), после поражения которого был арестован и посажен в Тауэр.
Судьба лорда Дуффуса между 1715 и 1723 годами неизвестна.
Весной 1723 года Кеннет Сазерленд прибыл в Санкт-Петербург. 4 июня 1723 года перешёл на русскую военно-морскую службу, указом Петра Великого был назначен шаутбенахтом (контр-адмиралом) Балтийского флота. Одновременно лорд Дуффус был назначен в совет Адмиралтейств-коллегии.
В январе-апреле 1732 года — главный командир Кронштадтского порта.
В 1723 году держал флаг шаутбенахта на 70-пушечном линейном корабле «Нептунус», в 1724 году — на 56-пушечном линейном корабле «Принц Евгений».
По данным русских архивов, умер в 1732 году в Кронштадте; по британским данным — в 1734 году.

## Семья
30 марта 1708 года женился на Шарлотте Кристине Шёблад (Charlotte Christina Sjoblad), дочери шведского адмирала Эрика Шёблада.
Сын — Эрик Сазерленд, 4-й лорд Дуффус (29 августа 1710 — 28 августа 1768 или 15 марта 1769), вернулся в Великобританию, где проживал, как частное лицо. Он пользовался дружбой и покровительством своего дальнего родственника Уильяма Сазерленда, 17-го графа Сазерленда и вместе с ним остался верен правительству во время Якобитского восстания 1745 года (среди историков имеются разночтения на предмет того, участвовал ли он непосредственно в подавлении восстания). Хотя британская Палата лордов отказалась возвращать Эрику Сазерленду титул, отнятый у его отца за участие в якобитском восстании 1715 года, в неформальной обстановке он продолжал им пользоваться и подписывал свою корреспонденцию как 4-й лорд. В конечном итоге, титул лордов Дуффусов был официально восстановлен парламентским актом для его сына, Джеймса Сазерленда, 5-го лорда Дуффуса, за год до смерти последнего, в 1826 году.